# فرانز (فیلم)
«فرانز» (انگلیسی: Franz (film)) یک فیلم به کارگردانی ژاک برل است که در سال ۱۹۷۱ منتشر شد. از بازیگران آن می‌توان به ژاک برل اشاره کرد.